# 伊利鎮區 (明尼蘇達州貝克縣)
伊利鎮區（英語：Erie Township）是位於美國明尼蘇達州貝克縣的一個行政鎮區。

## 地方資料
伊利鎮區的面積為94.10平方千米，當中陸地面積為83.60平方千米，而水域面積為10.50平方千米。根據2020年美國人口普查的數據，當地共有人口1717人，而人口密度為每平方千米18.25人。